# Route nationale 52bis
La route nationale 52bis (RN 52bis o N 52bis) è stata una strada nazionale che partiva da Villers-la-Montagne e terminava a Pont-à-Mousson. Creata nel 1878, oggi è totalmente declassata.

## Percorso
Si staccava a Villers dalla N52 e si dirigeva a sud, oggi col nome di D952 fino a Mairy-Mainville, da dove fu riassegnata alla N43 fino a Briey. Da qui proseguiva a sud per Jarny (tratto riassegnato alla N103. In seguito oggi riprende il nome di D952, incrocia l'ex N3 a Mars-la-Tour, a Waville vira ad est e ad Arnaville ancora a sud, infine costeggia la Mosella fino a Pont-à-Mousson, dove la N52bis si innestava sulla N58.